# Versicherungsmantel
Beim Versicherungsmantel wird eine Geldanlage in die rechtliche Struktur einer Versicherung eingebettet. Dies wird auch Fondspolice genannt. Der Versicherungsmantel gehört zu den Bank-Assurance-Lösungen und wird als steueroptimiertes Investieren bezeichnet sowie zur Erbplanung angewandt. Ein Beispiel hierfür sind Betriebliche Altersversorgung bzw. Riester- oder Rürup-Rente auf Fondsbasis.

## Hintergrund und Überblick
Wertpapierdepots nicht wie gewöhnlich in Bankdepots zu führen, sondern in einer geeigneten Rechtsstruktur zu halten, ist schon seit jeher teilweise erforderlich und unter dem Namen „Wrapping“ bekannt. Erfolgt die Ummantelung mit einer Versicherung, spricht man von einem Versicherungsmantel. Die Geldanlage kann hierbei beispielsweise ein aktiv verwalteter Fonds sein, aber auch die Besparung von ETFs ist möglich. Für die Ummantelung besonders geeignet erweisen sich Lebens- sowie Rentenversicherungen; speziellere Ummantelungen können mit Dachfonds, Stiftungen und Trusts (Stiftung nach angelsächsischem Recht) aufgebaut werden.
Zusätzlichen Aufwind erhielt das Thema durch die Unternehmensteuerreform 2008 in Deutschland und der damit verbundenen Einführung einer Abgeltungsteuer ab dem 1. Januar 2009.

## Beteiligte beim Aufbau
Für den Aufbau eines Versicherungsmantels werden folgende Partner benötigt:
- Eine Depotbank, hier werden die Wertpapiere im Namen der Versicherung gehalten.
- Eine Versicherung.
- Ein Vermögensverwalter, der den Aufbau des Mantels vornimmt.

## Lebenslange Rente vs Einmalige Auszahlung
Zu Beginn der Rentenphase hat der Versicherte oft die Wahl, ob das angesparte Fondsguthaben als lebenslange Rente oder auf einmal ausgezahlt werden soll. Auch eine Kombination ist oft möglich.

## Vorteile
Schon bestehende Wertschriftendepots können als Prämienzahlungen in die Lebensversicherung überführt werden.
- Mit einem passenden Versicherungsmantel kann die Kapitalertragssteuer bei Fondswechseln (Umschichtungen) und Ausschüttungen umgangen werden. Je mehr Fondswechsel vorgenommen werden, desto stärker ist der Rendite-Vorteil im Vergleich zu einer Direktanlage.[1] Ebenso fällt die Vorabpauschale nicht an.
- Bei Wahl der einmaligen Auszahlung nach dem 62. Lebensjahr und einer Mindestlaufzeit von 12 Jahren werden nur 50 % des anteiligen Gewinns der Entnahme mit dem individuellen Einkommenssteuersatz besteuert (umgangssprachlich „Teil-“ oder „Halbeinkünfteverfahren“ bzw. 12/62 Regelung). Zusätzlich sind 15 % des Gewinns komplett von der Steuer befreit. Bei Tod des Versicherten ist die Auszahlung zu 100 % steuerfrei.[2]
- Bei Wahl der lebenslangen Rente sind die Erträge mit dem Ertragsanteil nach § 22 EStG mit dem persönlichen Einkommenssteuersatz zu versteuern.
- Reduzierter Verwaltungsaufwand
- Steuerlicher Bestandsschutz
- Unter Umständen ist ein Schutz vor Pfändung des Versicherungsmantels möglich.

## Nachteile
- Bei dem Abschluss einer Fondspolice fallen hohe Abschluss- und Managementgebühren (für Versicherung und Anlage) an, die den Steuervorteil in den meisten Fällen aufheben können.
- Nur über Finanzberater abschließbar
- Meist keine Garantieverzinsung

## Rechtliche Voraussetzungen für die Vermittler
Vermögensverwalter, die Bank-Assurance Lösungen anbieten und vermitteln, benötigen laut der Versicherungsvermittlungsverordnung (BGBl. 2007 I S. 733, EUVRL) die Berechtigung zum Abschluss von Versicherungsverträgen. Zusätzlich wird eine Vermögensschadenhaftpflichtversicherung und eine Eintragung ins Versicherungsvermittlerregister benötigt. Über die Umsetzung dieser harten Richtlinie ist die politische Diskussion noch nicht beendet.